# Парибок, Андрей Всеволодович
Андре́й Все́володович Парибо́к (род. 4 сентября 1952, Ленинград, РСФСР, СССР) — советский и российский востоковед, специалист по языкам и философской традиции Древней Индии. Кандидат филологических наук, доцент. Один из авторов «Большой Российской энциклопедии».

## Биография
На протяжении четырёх лет учился на физическом факультете Ленинградского университета, затем окончил (1978) Восточный факультет того же университета, ученик Георгия Зографа и Владимира Эрмана. До 2000 года работал в Ленинградском филиале Института востоковедения Российской академии наук.
С 2000 года преподаёт на факультете философии СПбГУ, с 2005 года доцент. Кандидат филологических наук (диссертация «Система палийского глагола: Глагольные формы и их значения в диахронии»; 2004).
Перевёл с пали, составил, прокомментировал, снабдил предисловием ряд важнейших литературных памятников древнеиндийского буддизма, в том числе «Вопросы Милинды» (1989), «Повести о мудрости истинной и мнимой» (совместно с Б. Захарьиным, 1989), «Буддийские сказания»: «Утпала». Книга 1 (совместно с Ю. Алихановой, 1992), «Джатаки: Избранные рассказы о прошлых жизнях Будды» (совместно с В. Эрманом, 2003). Под редакцией Парибка вышли также книги «Великие учителя Тибета» (2003) и двухтомная монография Ф. И. Щербатского «Теория познания и логика по учению позднейших буддистов» (1995). С начала 1992 года старается постичь и освоить Дзогчен согласно линии передачи дхармараджи Намкхая Норбу Ринпоче.
Участвовал в качестве гостя в телевизионной программе Фёдора Лукьянова «Международное обозрение» на телеканале «Россия-24». Также участвовал в программе «Противоположности» на телеканале RT.

## Личная жизнь
Женат вторым браком (от первого брака есть сын). Жена - Рузана Псху, востоковед. Имеет от второго брака второго сына - Артёма.

## Основные работы
- Парибок А. В. Буддизм Махаяны: Курс лекций / Философский факультет СПбГУ. — СПб., 2009. — 321 с.
- Парибок А.В. О буддийском понятии «первой арийской личности» в связи с символикой воды в буддизме // Литература и культура древней и средневековой Индии. Сборник статей. М.: «Наука», ГРВЛ, 1987. С. 150-161.

## Переводы
- Вопросы Милинды / Пер. с пали А. В. Парибка. — Серия: Памятники письменности Востока. Bibliotheca Buddhica. — Наука, 1989.
- Буддийские сказания («Утпала». Книга 1) / Перевод с пали А. Парибка, Ю. М. Алихановой; Предисл. и примеч. А. Парибка. СПб.: «Утпала», 1992. 160 с.
- Левинас, Э. Время и другой = Le temps et l’autre; Гуманизм другого человека = Humanisme de l’autre homme / Пер. с фр. А. В. Парибка. — СПб.: Высш. религиоз.-филос. шк., 1998.